# Еліс Гаррис
Еліс Гаррис (англ. Alice Carmichael Harris нар. 23 листопада 1947, Колумбус, США) — американська лінгвістка, фахівець з історичної лінгвістики і дослідник кавказьких мов, головним чином картвельских, а також деяких мов нахсько-дагестанської сім'ї (удінської, бацбійської).
Лавреатка премії Ерл Сазерленда (1998) в Університеті Вандербільта. Лавреатка премії Фонду Ґуґґенгайма (2009) в галузі гуманітарних наук.
Член Міжнародного товариства історичної лінгвістики, Американського лінгвістичного товариства, Європейського товариства кавказознавців, Асоціації лінгвістичної типології. Член редколегії журналів Language, Natural Language and Linguistic Theory, Linguistic Typology, Diachronica і ін.
Бере участь в організації програми документації вимираючих мов DEL (Documentating Endangered Languages).

## Життєпис
У 1969 закінчила Жіночий коледж Рандолф-Макон в Лінчбурзі (Вірджинія), де вивчала літературу, англійську та французьку і латину. Один рік провела на стажуванні в Університеті Ґлазґо (1967–1968).
На вечірніх курсах при Ґарвардському університеті відвідувала лекції Дуайта Болінджера з історії романських мов.
Ступінь магістра з лінгвістики отримала в Університеті Ессекса в 1971.
Повернувшись до США, продовжила навчання на відділенні лінгвістики в Ґарвардському університеті. Під впливом професорів Стівена Андерсона і Роберта Андергіла зацікавилася ергативністю і стала вивчати грузинську мову.
Під час роботи над дисертацією в 1974–1975 проходила річне стажування у Тбіліському державному університеті.
У 1976 одержала докторський ступінь з лінгвістики.
До кінця 1970-х викладала лінгвістичні курси в Ґарварді.
З 1979 по 2002 працювала в Університеті Вандербільта (Нашвілл), де в 1993–2002 очолювала відділення германських і слов'янських мов.
З 2002 по 2009 — професор лінгвістики в Університеті Стоуні-Брук.
З 2009 — професор лінгвістики в Массачусетському університеті в Емгерсті.
На 2015 Еліс Гаррис була обрана віце-президентом Американського лінгвістичного товариства, а в 2016 виконувала обов'язки президента Товариства.

## Родина
Чоловік Еліс Гаррис — американський біохімік Джеймс Старос, який також працював в Університеті Стоуні-Брук і в 2009 призначений проректором Массачусетського університету в Емгерсті. У них троє дітей.

## Галузі досліджень
Досліджувала грузинський синтаксис з точки зору поєднання різних стратегій кодування дієслівних актантів, а також у зв'язку з явищем «неаккузативності». (Ранні дослідження з синтаксису зроблені з позицій Реляційної граматики).
Розробила діахронічний синтаксис картвельских мов, а також загальні принципи історичного аналізу синтаксису. Спільна з Лайлом Кемпбеллом книга «Історичний синтаксис в типологічній перспективі» (1995) отримала престижну Премію Леонарда Блумфілда.
Досліджувала систему клітик удінської мови, висловивши припущення про історичний розвиток удінського морфосинтаксиса. Особливу увагу надавала явищу «ендоклізису» (впровадження клітик всередину дієслівної основи), відзначаючи, що дане явище суперечить принципу лексикалізму, прийнятого в низці сучасних граматичних теорій.
Сучасні напрямки досліджень включають діахронічну морфологію і влаштування слова (в синхронному і діахронічному аспектах) у мовах світу.

## Основні праці
- Harris, Alice C. Georgian Syntax: A Study in Relational Grammar. Cambridge: Cambridge University Press, 1981.
- Harris, Alice C. Diachronic Syntax: The Kartvelian Case (Syntax and Semantics, 18). New York: Academic Press, 1985.
- Harris, Alice C. (ed.) The Indigenous Languages of the Caucasus: Kartvelian. Delmar, NY: Caravan Press, 1991.
- Campbell, Lyle & Harris, Alice C. Historical syntax in cross-linguistic perspective. Cambridge: Cambridge University Press, 1995. ISBN 0-521-47960-6
- Harris, Alice C. Endoclitics and the Origins of Udi Morphosyntax . Oxford: Oxford University Press, 2002.
- Harris, Alice C. Multiple Exponence. Oxford: Oxford University Press, 2017.[8]